# NGC 6137
NGC 6137 é uma galáxia elíptica (E) localizada na direcção da constelação de Corona Borealis. Possui uma declinação de +37° 55' 21" e uma ascensão recta de 16 horas, 23 minutos e 03,1 segundos.
A galáxia NGC 6137 foi descoberta em 17 de Março de 1787 por William Herschel.